# Mannlicher M1895
A Mannlicher 1895 (M95) az Osztrák–Magyar Monarchia haderejének legnagyobb számban rendszeresített fegyvere volt az első világháború során. 

## Története

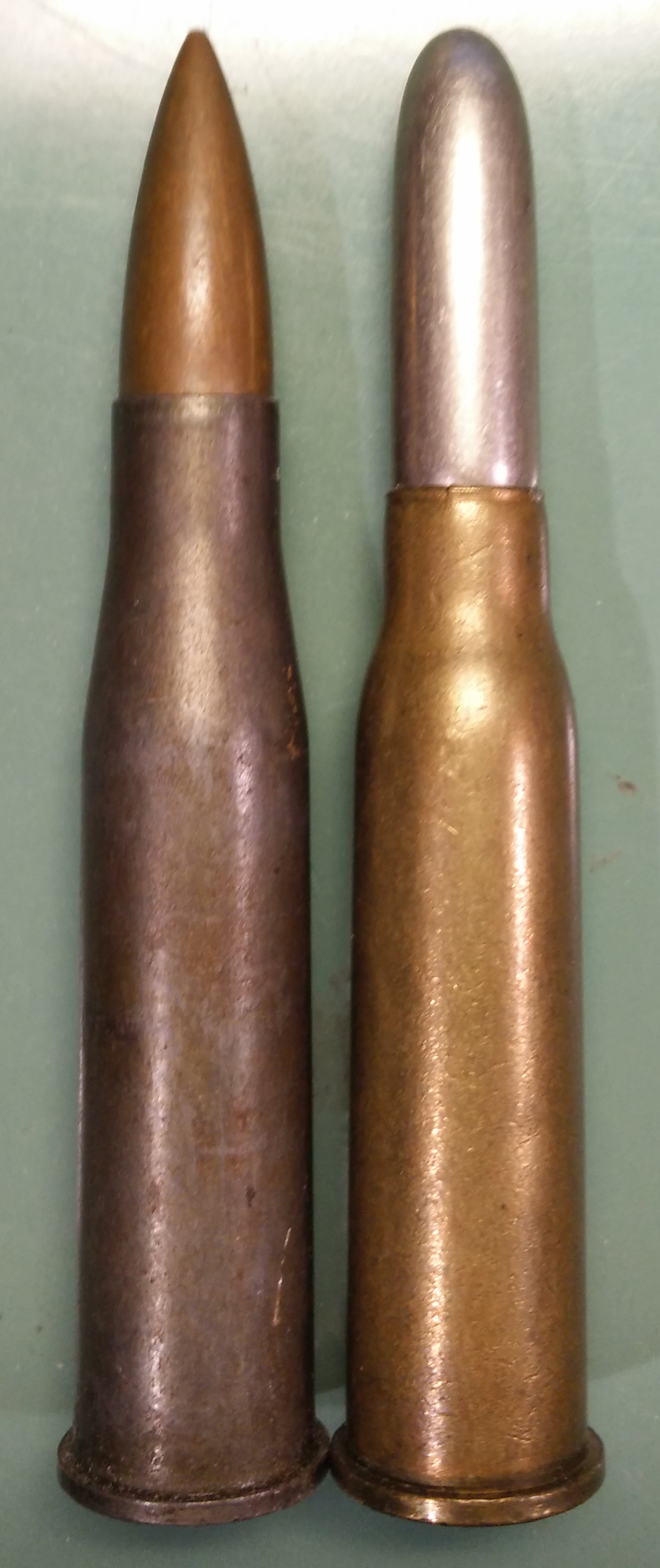
Bal oldalon az új 8x56R jobb oldalon a régi 8x50R lőszer

Az M95 fegyvercsalád az M88/90 típusok továbbgondolt változata. Több mint hárommillió darabot gyártottak belőle Steyrben (OEWG) és Budapesten (FÉG) készült, az M95 puskát és karabélyt Bulgária is alkalmazta az első világháború során. Olaszország, Szerbia , Románia a világháborúban zsákmányoltakat a háború alatt, valamint a második világháborúban is. A zárakon szereplő "K"(ŒWG) vagy "R"(FÉG) beütő a gyár jelölése. Gyárilag a fegyvert a 3070 Joule energiájú 8x50R M93-as lőszerhez tervezték.
A háború után a fegyverek töltényűrjét először Ausztria 1930-ban, majd 1931-től Magyarország felfúrta az új típusú 3280 Joule energiájú laposabb röppályájú 8x56R lőszerhez így keletkezett a 31 Mintájú puska. A puskák nagy részét levágták karabélyjá az átalakítás során. Jugoszlávia átalakított jópár darabot a két világháború között a 7,92x57-es Mauser lőszer tüzelésére. Kevés eredeti kaliberű karabély és még kevesebb puska maradt fent. Magyarország a 30-as években tervezte meg a 35 M. puskát mely leváltani hivatott az M95-ösöket, ezt a puskát a FÉG, valamint a Danuvia Gépgyár gyártotta 1943-ig. Ez a fegyver új bajonett típust kapott. Az M95 szerencsére jelenleg is rendszerben van a honvédségben igaz mára már mint díszelgő fegyver.

## Rendszer
Az M95 működését tekintve egyenes húzású, tehát nem kell a fegyver zárját elfordítani (kireteszelni), amikor üríteni szeretnénk a fegyvert. A zártömb és a zárfej két külön egységet alkot, a zártömb belsejében spirális bemélyedések találhatóak, ezek ellendarabjai a zárfejen vannak. Tehát a zárfogantyút (mely a zártömb része) határozott mozdulattal hátrahúzzuk, a zárfej a saját tengelye körül elfordul, ezzel elvégezve a kireteszelést, a zárat tovább húzzuk, ekkor a fegyverbe egy 5 töltény befogadására alkalmas töltényűrköteget tehetünk. Ürítésnél a sátorvason belül található gomb benyomásával a tárban lévő töltényűrköteget a fegyver adogatórugója kilöki. A zár előretolásával a fegyver tűz-kész. Az utolsó töltényt csőre töltjük, ekkor az üres tárkeret kiesik a fegyverből, jelezve az újratöltés szükségességét. Az M95-ös precíz szerkezetű fegyver. A fegyver az extrém körülményeket nem viselte jól. Már pedig az első világháborúban az Osztrák-Magyar Monarchia katonáinak bőven kijutott a hideg, sáros környezetből (olasz front, keleti front). A meghibásodások oka a fegyver zárjának precíz illesztéseiben rejlett. (Megjegyzendő: a kor minden ilyen mechanikával rendelkező puskájára jellemző volt). Megfelelő karbantartás mellett jól működött. Az M95-ös korához képest pontos puska volt, az olaszok sok M95-öst zsákmányoltak. (Egyes beszámolók szerint egy tiroli mesterlövész fel tudott tartóztatni egy század olasz katonát több napra, miközben neki csak egy M95-ös, távcsővel ellátott puskája volt.) Az M95-ös ugyan érzékeny volt a szennyeződésekre, de egyenes húzású révén, gyors ismétlésekre volt képes. Az első világháborúban a háború végi időszakban gyártottak hozzá ersatzbajonett-et (szükség-szuronyt) is.
1895-től 1918-ig folyt a gyártása, ennek negyede Budapesten készült. Nem tekinthető ritka fegyvernek. A kellően karbantartott fegyver jó szolgálatot tett/tesz használójának.